# 阿非莉加·萨莫拉诺
阿非莉加·萨莫拉诺·桑斯（西班牙語：África Zamorano Sanz，1998年1月11日—）生于巴塞罗那，是一名西班牙女子游泳运动员，主攻仰泳。她五岁时被父母带到游泳学校学习游泳，她也在练习期间喜欢上了游泳，十四岁时，她获皇家西班牙游泳联合会的邀请，得以加入国家队，并首次参加国际比赛。十六岁时，她在2014年欧洲青年游泳锦标赛个人项目上获得两枚金牌和一枚银牌，这是她首次在国际主要青年比赛上获得金牌。大学时，她在巴塞罗那自治大学修读护理学专业。